# オリンピックのバイアスロン競技・メダリスト一覧
オリンピックのバイアスロン競技・メダリスト一覧（オリンピックのバイアスロンきょうぎ・メダリストいちらん）は、1960年から2022年までのオリンピックバイアスロン競技におけるメダリストの一覧である。この一覧には、1924年に実施されたミリタリーパトロール競技のメダリストも含んでいる。

## 男子

### ミリタリーパトロール
- 1928、1936、1948は公開競技として実施された。

| 大会名                      | 金 | 銀 | 銅                                                                                                   |
| --------------------------- | --- | --- | --- |
| 1924 シャモニー・モンブラン | スイス (SUI) アドルフ・アウフデンブラッテン アルフォンス・ユーレン アントワーヌ・ユーレン ドニ・ヴォーシェール | フィンランド (FIN) アウグスト・エスケリネン ヘイッキ・ヒルボネン マルッティ・ラッパライネン ヴェイノ・ブレメル | フランス (FRA) アンドレ・ヴァンデル カミーユ・マンドリロン ジョルジュ・ベルゼ モーリス・マンドリロン |

### 20km個人
| 大会名                  | 金                                                  | 銀                                                  | 銅                                              |
| ----------------------- | --------------------------------------------------- | --------------------------------------------------- | ----------------------------------------------- |
| 1960 スコーバレー       | クラス・レスタンデル スウェーデン (SWE)             | アンティ・チルベイネン フィンランド (FIN)           | アレクサンドル・プリヴァロフ ソビエト連邦 (URS) |
| 1964 インスブルック     | ヴラジーミル・メラニン ソビエト連邦 (URS)           | アレクサンドル・プリヴァロフ ソビエト連邦 (URS)     | オーラヴ・ヨールデート ノルウェー (NOR)         |
| 1968 グルノーブル       | マグナル・ソルベルク ノルウェー (NOR)               | アレクサンドル・チホノフ ソビエト連邦 (URS)         | ヴラジーミル・グンダルツェフ ソビエト連邦 (URS) |
| 1972 札幌               | マグナル・ソルベルク ノルウェー (NOR)               | ハンスユルク・クナウテ 東ドイツ (GDR)               | ラルス・アルビドソン スウェーデン (SWE)         |
| 1976 インスブルック     | ニコライ・クルグロフ ソビエト連邦 (URS)             | ヘイッキ・イコラ フィンランド (FIN)                 | アレクサンドル・エリザロフ ソビエト連邦 (URS)   |
| 1980 レークプラシッド   | アナトリー・アリャビエフ ソビエト連邦 (URS)         | フランク・ウルリヒ 東ドイツ (GDR)                   | エベルハルト・レーシュ 東ドイツ (GDR)           |
| 1984 サラエボ           | ペーター・アンゲラー 西ドイツ (FRG)                 | フランク＝ペーター・レッチ 東ドイツ (GDR)           | エイリク・クバルフォス ノルウェー (NOR)         |
| 1988 カルガリー         | フランク＝ペーター・レッチ 東ドイツ (GDR)           | ワレリー・メドベツェフ ソビエト連邦 (URS)           | ヨハン・パスレル イタリア (ITA)                 |
| 1992 アルベールビル     | エフゲニー・レドキン EUN (EUN)                      | マルク・キルヒナー ドイツ (GER)                     | ミカエル・レーフグレン スウェーデン (SWE)       |
| 1994 リレハンメル       | セルゲイ・タラソフ ロシア (RUS)                     | フランク・ルック ドイツ (GER)                       | スヴェン・フィッシャー ドイツ (GER)             |
| 1998 長野               | ハルワルド・ハーネボル ノルウェー (NOR)             | ピエルアルベルト・カラーラ イタリア (ITA)           | アレクセイ・アイダロフ ベラルーシ (BLR)         |
| 2002 ソルトレークシティ | オーレ・アイナル・ビョルンダーレン ノルウェー (NOR) | フランク・ルック ドイツ (GER)                       | ビクトル・マイグロフ ロシア (RUS)               |
| 2006 トリノ             | ミハエル・グライス ドイツ (GER)                     | オーレ・アイナル・ビョルンダーレン ノルウェー (NOR) | ハルワルド・ハーネボル ノルウェー (NOR)         |
| 2010 バンクーバー       | エミル・ヘグル・スベンセン ノルウェー (NOR)         | オーレ・アイナル・ビョルンダーレン ノルウェー (NOR) | 該当者なし                                      |
| 2010 バンクーバー       | エミル・ヘグル・スベンセン ノルウェー (NOR)         | セルゲイ・ノヴィコフ ベラルーシ (BLR)               | 該当者なし                                      |
| 2014 ソチ               | マルタン・フールカデ フランス (FRA)                 | エリック・レッサー ドイツ (GER)                     | エフゲニー・ガラニチェフ ロシア (RUS)           |
| 2018 平昌               | ヨハンネス・ティングネス・ベー ノルウェー (NOR)     | ヤコフ・ファク スロベニア (SLO)                     | ドミニク・ランデルティンガー オーストリア (AUT) |
| 2022 北京               | カンタン・フィヨン・マイエ フランス (FRA)           | アントン・スモリスキ ベラルーシ (BLR)               | ヨハンネス・ティングネス・ベー ノルウェー (NOR) |

### 10kmスプリント
| 大会名                  | 金                                                  | 銀                                              | 銅                                          |
| ----------------------- | --------------------------------------------------- | ----------------------------------------------- | ------------------------------------------- |
| 1980 レークプラシッド   | フランク・ウルリヒ 東ドイツ (GDR)                   | ヴラジーミル・アリキン ソビエト連邦 (URS)       | アナトリー・アリャビエフ ソビエト連邦 (URS) |
| 1984 サラエボ           | エイリク・クバルフォス ノルウェー (NOR)             | ペーター・アンゲラー 西ドイツ (FRG)             | マティアス・ヤーコブ 東ドイツ (GDR)         |
| 1988 カルガリー         | フランク＝ペーター・レッチ 東ドイツ (GDR)           | ワレリー・メドベツェフ ソビエト連邦 (URS)       | セルゲイ・チェピコフ ソビエト連邦 (URS)     |
| 1992 アルベールビル     | マルク・キルヒナー ドイツ (GER)                     | リッコ・グロス ドイツ (GER)                     | ハッリ・エロランタ フィンランド (FIN)       |
| 1994 リレハンメル       | セルゲイ・チェピコフ ロシア (RUS)                   | リッコ・グロス ドイツ (GER)                     | セルゲイ・タラソフ ロシア (RUS)             |
| 1998 長野               | オーレ・アイナル・ビョルンダーレン ノルウェー (NOR) | フローデ・アンドレセン ノルウェー (NOR)         | ビッレ・ライッケネン フィンランド (FIN)     |
| 2002 ソルトレークシティ | オーレ・アイナル・ビョルンダーレン ノルウェー (NOR) | スヴェン・フィッシャー ドイツ (GER)             | ウォルフガング・ペルナー オーストリア (AUT) |
| 2006 トリノ             | スヴェン・フィッシャー ドイツ (GER)                 | ハルワルド・ハーネボル ノルウェー (NOR)         | フローデ・アンドレセン ノルウェー (NOR)     |
| 2010 バンクーバー       | バンサン・ジェー フランス (FRA)                     | エミル・ヘグル・スベンセン ノルウェー (NOR)     | ヤコブ・ファク クロアチア (CRO)             |
| 2014 ソチ               | オーレ・アイナル・ビョルンダーレン ノルウェー (NOR) | ドミニク・ランデルティンガー オーストリア (AUT) | ヤロスラフ・ソウクプ チェコ (CZE)           |
| 2018 平昌               | アルント・ペイフェル ドイツ (GER)                   | ミハル・クルチュマーシュ チェコ (CZE)           | ドミニク・ビンディシュ イタリア (ITA)       |
| 2022 北京               | ヨハンネス・ティングネス・ベー ノルウェー (NOR)     | カンタン・フィヨン・マイエ フランス (FRA)       | タリヤイ・ベー ノルウェー (NOR)             |

### 12.5kmパシュート
| 大会名                  | 金                                                  | 銀                                                  | 銅                                            |
| ----------------------- | --------------------------------------------------- | --------------------------------------------------- | --------------------------------------------- |
| 2002 ソルトレークシティ | オーレ・アイナル・ビョルンダーレン ノルウェー (NOR) | ラファエル・ポワレ フランス (FRA)                   | リッコ・グロス ドイツ (GER)                   |
| 2006 トリノ             | バンサン・ドフラスン フランス (FRA)                 | オーレ・アイナル・ビョルンダーレン ノルウェー (NOR) | スヴェン・フィッシャー ドイツ (GER)           |
| 2010 バンクーバー       | ビョルン・フェリ スウェーデン (SWE)                 | クリストフ・ズマン オーストリア (AUT)               | バンサン・ジェー フランス (FRA)               |
| 2014 ソチ               | マルタン・フールカデ フランス (FRA)                 | オンドジェイ・モラーヴェツ チェコ (CZE)             | ジャン＝ギヨーム・ベアトリクス フランス (FRA) |
| 2018 平昌               | マルタン・フールカデ フランス (FRA)                 | セバスティアン・サムエルソン スウェーデン (SWE)     | ベネディクト・ドル ドイツ (GER)               |
| 2022 北京               | カンタン・フィヨン・マイエ フランス (FRA)           | タリヤイ・ベー ノルウェー (NOR)                     | エドゥアルト・ラティポフ ROC (ROC)            |

### 15kmマススタート
| 大会名            | 金                                              | 銀                                          | 銅                                                      |
| ----------------- | ----------------------------------------------- | ------------------------------------------- | ------------------------------------------------------- |
| 2006 トリノ       | ミハエル・グライス ドイツ (GER)                 | トマシュ・シコラ ポーランド (POL)           | オーレ・アイナル・ビョルンダーレン ノルウェー (NOR)     |
| 2010 バンクーバー | エフゲニー・ウストイウゴフ ロシア (RUS)         | マルタン・フールカデ フランス (FRA)         | パボル・フライト スロバキア (SVK)                       |
| 2014 ソチ         | エミル・ヘグル・スベンセン ノルウェー (NOR)     | マルタン・フールカデ フランス (FRA)         | オンドジェイ・モラーヴェツ チェコ (CZE)                 |
| 2018 平昌         | マルタン・フールカデ フランス (FRA)             | ジモン・シェンプ ドイツ (GER)               | エミル・ヘグル・スベンセン ノルウェー (NOR)             |
| 2022 北京         | ヨハンネス・ティングネス・ベー ノルウェー (NOR) | マルティン・ポンシルオマ スウェーデン (SWE) | ベトレ・ショースタ・クリスティアンセン ノルウェー (NOR) |

### 4×7.5kmリレー
| 大会名                  | 金 | 銀 | 銅 |
| ----------------------- | --- | --- | --- |
| 1968 グルノーブル       | ソビエト連邦 (URS) アレクサンドル・チホノフ ニコライ・プザノフ ヴィクトル・ママトフ ヴラジーミル・グンダルツェフ                   | ノルウェー (NOR) オーラ・ヴァールハウク オーラヴ・ヨールデート マグナル・ソルベルク ヨン・イスタート                 | スウェーデン (SWE) ラーシュ＝ギョーラン・アーヴィドソン トーレ・エリクソン オーレ・ピエトルーソン ホルムフィルド・オルソン |
| 1972 札幌               | ソビエト連邦 (URS) アレクサンドル・チホノフ リンナト・サフィン イワン・ビアコフ ヴィクトル・ママトフ                               | フィンランド (FIN) Esko Saira Juhani Suutarinen ヘイキ・イコラ Mauri Röppänen                                        | 東ドイツ (GDR) ハンスユルク・クナウテ ヨアヒム・マイシュナー ディーター・シュペーア ホルスト・コーシュカ                   |
| 1976 インスブルック     | ソビエト連邦 (URS) アレクサンドル・エリザロフ イワン・ビアコフ ニコライ・クルグロフ アレクサンドル・チホノフ                       | フィンランド (FIN) ヘンリク・フロイト エスコ・サイラ ユハニ・スータリネン ヘイッキ・イコラ                           | 東ドイツ (GDR) カール＝ハインツ・メンツ フランク・ウルリヒ マンフレート・ベーア マンフレート・ガイアー                     |
| 1980 レークプラシッド   | ソビエト連邦 (URS) ヴラジーミル・アリキン アレクサンドル・チホノフ ヴラジーミル・バルナゾフ アナトリー・アリャビエフ               | 東ドイツ (GDR) マティアス・ユング クラウス・ジーベルト フランク・ウルリヒ エベルハルト・レーシュ                     | 西ドイツ (FRG) フランツ・ベルンライター ハンス・エシュトナー ペーター・アンゲラー ゲルハルト・ヴィンクラー                 |
| 1984 サラエボ           | ソビエト連邦 (URS) ディミトリ・ヴァシリエフ ユーリ・カチカロフ アルマンタス・シャルナ セルゲイ・ブリジン                           | ノルウェー (NOR) Odd Lirhus エイリク・クバルフォス Rolf Storsveen Kjell Søbak                                        | 西ドイツ (FRG) エルンスト・ライター ヴァルター・ピヒラー ペーター・アンゲラー フリッツ・フィッシャー                       |
| 1988 カルガリー         | ソビエト連邦 (URS) ディミトリ・ヴァシリエフ セルゲイ・チェピコフ アレクサンドル・ポポフ ワレリー・メドベツェフ                     | 西ドイツ (FRG) エルンスト・ライター シュテファン・ヘック ペーター・アンゲラー フリッツ・フィッシャー                 | イタリア (ITA) ヴェルナー・キーム ゴットリープ・ターシュラー ヨハン・パスレル アンドレアス・ツィンガーレ                   |
| 1992 アルベールビル     | ドイツ (GER) リッコ・グロス イェンス・シュタイニゲン マルク・キルヒナー フリッツ・フィッシャー                                     | EUN (EUN) ワレリー・メドベドツェフ アレクサンドル・ポポフ ワレリー・キリエンコ セルゲイ・チェピコフ                  | スウェーデン (SWE) ウルフ・ヨハンソン レイフ・アンデルソン トルド・ウィクステン ミカエル・レーフグレン                     |
| 1994 リレハンメル       | ドイツ (GER) リッコ・グロス フランク・ルック マルク・キルヒナー スヴェン・フィッシャー                                             | ロシア (RUS) ワレリー・キリエンコ ウラジミール・ドラツチェフ セルゲイ・タラソフ セルゲイ・チェピコフ                 | フランス (FRA) ティエリー・デュセール パトリス・ベイリー＝サリン リオネル・ローレン エルベ・フランダン                     |
| 1998 長野               | ドイツ (GER) リッコ・グロス ペーター・センデル スヴェン・フィッシャー フランク・ルック                                             | ノルウェー (NOR) エギル・ジェラン ハルワルド・ハーネボル ダグ・ビョルンダーレン オーレ・アイナル・ビョルンダーレン   | ロシア (RUS) パベル・ムスリモフ ウラジミール・ドラツチェフ セルゲイ・タラソフ ビクトル・マイグロフ                         |
| 2002 ソルトレークシティ | ノルウェー (NOR) ハルワルド・ハーネボル フローデ・アンドレセン エギル・シェラン オーレ・アイナル・ビョルンダーレン                 | ドイツ (GER) リッコ・グロス ペーター・センデル スヴェン・フィッシャー フランク・ルック                               | フランス (FRA) ジル・マルゲ ヴァンサン・ドフラスン ジュリアン・ロベール ラファエル・ポワレ                                 |
| 2006 トリノ             | ドイツ (GER) リッコ・グロス ミハエル・ロッシュ スヴェン・フィッシャー ミハエル・グライス                                           | ロシア (RUS) イワン・チェレゾフ セルゲイ・チェピコフ パベル・ロストフツェフ ニコライ・クルグロフ                     | フランス (FRA) ジュリアン・ロベール ヴァンサン・ドフラスン フェレオル・カナール ラファエル・ポワレ                         |
| 2010 バンクーバー       | ノルウェー (NOR) ハルワルド・ハーネボル タリアイ・ボー エミル・ヘグル・スベンセン オーレ・アイナル・ビョルンダーレン               | オーストリア (AUT) シモン・エダー ダニエル・メゾティチュ ドミニク・ランデルティンガー クリストフ・ズマン             | ロシア (RUS) イワン・チェレゾフ アントン・シプリン マキシム・チョウドフ エフゲニー・ウストイウゴフ                         |
| 2014 ソチ               | ロシア (RUS) アルクセイ・ヴォルコフ エフゲニー・ウストイウゴフ ドミトリー・マリシュコ アントン・シプリン                           | ドイツ (GER) エリック・レッサー ダニエル・ベーム アルント・ペイフェル ジモン・シェンプ                               | オーストリア (AUT) クリストフ・ズマン ダニエル・メゾティチュ シモン・エダー ドミニク・ランデルティンガー                   |
| 2018 平昌               | スウェーデン (SWE) ペッペ・フェムリング イエスペル・ネリン セバスティアン・サムエルソン フレドリック・リンドストローム             | ノルウェー (NOR) ラシュ・ヘルゲ・ビルケラン タリヤイ・ベー ヨハンネス・ティングネス・ベー エミル・ヘグル・スベンセン | ドイツ (GER) エリック・レッサー ベネディクト・ドル アルント・ペイフェル ジモン・シェンプ                                   |
| 2022 北京               | ノルウェー (NOR) ストゥルラ・ホルム・ラグライ タリヤイ・ベー ヨハンネス・ティングネス・ベー ベトレ・ショースタ・クリスティアンセン | フランス (FRA) ファビアン・クロード エミリアン・ジャクラン シモン・デチュー カンタン・フィヨン・マイエ               | ROC (ROC) サイード・カリムラ・ハリリ アレクサンドル・ロギノフ マクシム・ツヴェトコフ エドゥアルト・ラティポフ              |

## 女子

### 15km個人
| 大会名                  | 金                                          | 銀                                          | 銅                                            |
| ----------------------- | ------------------------------------------- | ------------------------------------------- | --------------------------------------------- |
| 1992 アルベールビル     | アンティエ・ミゼルスキー ドイツ (GER)       | スベトラーナ・ペチェルスカヤ EUN (EUN)      | ミリアム・ベダール カナダ (CAN)               |
| 1994 リレハンメル       | ミリアム・ベダール カナダ (CAN)             | アンヌ・ブリアン フランス (FRA)             | ウルスラ・ディスル ドイツ (GER)               |
| 1998 長野               | エカテリーナ・ダフォフスカ ブルガリア (BUL) | エレナ・ペトロワ ウクライナ (UKR)           | ウルスラ・ディスル ドイツ (GER)               |
| 2002 ソルトレークシティ | アンドレア・ヘンケル ドイツ (GER)           | リブ・グレテ・ポワレ ノルウェー (NOR)       | マグダレナ・フォシュベリ スウェーデン (SWE)   |
| 2006 トリノ             | スベトラーナ・イシムラトワ ロシア (RUS)     | マルチナ・グラゴウ ドイツ (GER)             | アルビナ・アハトワ ロシア (RUS)               |
| 2010 バンクーバー       | トーラ・ベルゲル ノルウェー (NOR)           | エレーナ・クルスタレワ カザフスタン (KAZ)   | ダリア・ドムラチェワ ベラルーシ (BLR)         |
| 2014 ソチ               | ダリア・ドムラチェワ ベラルーシ (BLR)       | セリーナ・ガスパーリン スイス (SUI)         | ナデジダ・スカルディノ ベラルーシ (BLR)       |
| 2018 平昌               | ハンナ・エーベリ スウェーデン (SWE)         | アナスタシア・クズミナ スロバキア (SVK)     | ラウラ・ダールマイヤー ドイツ (GER)           |
| 2022 北京               | デニーゼ・ヘルマン ドイツ (GER)             | アナイス・シュバリエ＝ブシェ フランス (FRA) | マルテ・オルスブ・ロイセラン ノルウェー (NOR) |

### 7.5kmスプリント
| 大会名                  | 金                                              | 銀                                            | 銅                                          |
| ----------------------- | ----------------------------------------------- | --------------------------------------------- | ------------------------------------------- |
| 1992 アルベールビル     | アンフィサ・レスツォワ EUN (EUN)                | アンティエ・ミゼルスキー ドイツ (GER)         | エレナ・ベロワ EUN (EUN)                    |
| 1994 リレハンメル       | ミリアム・ベダール カナダ (CAN)                 | スベトラーナ・パラミジナ ベラルーシ (BLR)     | ワレンチナ・ツェルベ ウクライナ (UKR)       |
| 1998 長野               | ガリナ・ククレワ ロシア (RUS)                   | ウルスラ・ディスル ドイツ (GER)               | カトリン・アペル ドイツ (GER)               |
| 2002 ソルトレークシティ | カティ・ウィルヘルム ドイツ (GER)               | ウルスラ・ディスル ドイツ (GER)               | マグダレナ・フォシュベリ スウェーデン (SWE) |
| 2006 トリノ             | フローランス・バベレル＝ロベール フランス (FRA) | アンナ・カリン・オロフソン スウェーデン (SWE) | リリア・エフレモワ ウクライナ (UKR)         |
| 2010 バンクーバー       | アナスタシア・クズミナ スロバキア (SVK)         | マグダレナ・ノイナー ドイツ (GER)             | マリ・ドラン フランス (FRA)                 |
| 2014 ソチ               | アナスタシア・クズミナ スロバキア (SVK)         | 該当者なし                                    | ビタ・セメレンコ ウクライナ (UKR)           |
| 2018 平昌               | ラウラ・ダールマイヤー ドイツ (GER)             | マルテ・オルスブ ノルウェー (NOR)             | ヴェロニカ・ヴィトコヴァー チェコ (CZE)     |
| 2022 北京               | マルテ・オルスブ・ロイセラン ノルウェー (NOR)   | エルヴィラ・エーベリ スウェーデン (SWE)       | ドロテア・ウィーラー イタリア (ITA)         |

### 10kmパシュート
| 大会名                  | 金                                            | 銀                                      | 銅                                    |
| ----------------------- | --------------------------------------------- | --------------------------------------- | ------------------------------------- |
| 2002 ソルトレークシティ | オリガ・プイレワ ロシア (RUS)                 | カティ・ウィルヘルム ドイツ (GER)       | イリーナ・ニクルチナ ブルガリア (BUL) |
| 2006 トリノ             | カティ・ウィルヘルム ドイツ (GER)             | マルチナ・グラゴウ ドイツ (GER)         | アルビナ・アハトワ ロシア (RUS)       |
| 2010 バンクーバー       | マグダレナ・ノイナー ドイツ (GER)             | アナスタシア・クズミナ スロバキア (SVK) | マリー＝ロール・ブルネ フランス (FRA) |
| 2014 ソチ               | ダリア・ドムラチェワ ベラルーシ (BLR)         | トーラ・ベルゲル ノルウェー (NOR)       | テヤ・グレゴリン スロベニア (SLO)     |
| 2018 平昌               | ラウラ・ダールマイヤー ドイツ (GER)           | アナスタシア・クズミナ スロバキア (SVK) | アナイス・ベスコン フランス (FRA)     |
| 2022 北京               | マルテ・オルスブ・ロイセラン ノルウェー (NOR) | エルヴィラ・エーベリ スウェーデン (SWE) | ティリル・エックホフ ノルウェー (NOR) |

### 12.5kmマススタート
| 大会名            | 金                                                | 銀                                    | 銅                                            |
| ----------------- | ------------------------------------------------- | ------------------------------------- | --------------------------------------------- |
| 2006 トリノ       | アンナ・カリン・オロフソン スウェーデン (SWE)     | カティ・ウィルヘルム ドイツ (GER)     | ウルスラ・ディスル ドイツ (GER)               |
| 2010 バンクーバー | マグダレナ・ノイナー ドイツ (GER)                 | オリガ・ザイツェワ ロシア (RUS)       | シモーネ・ハウスワルト ドイツ (GER)           |
| 2014 ソチ         | ダリア・ドムラチェワ ベラルーシ (BLR)             | ガブリエラ・スーカロヴァ チェコ (CZE) | ティリル・エクホフ ノルウェー (NOR)           |
| 2018 平昌         | アナスタシア・クズミナ スロバキア (SVK)           | ダリア・ドムラチェワ ベラルーシ (BLR) | ティリル・エクホフ ノルウェー (NOR)           |
| 2022 北京         | ジュスティーヌ・ブレザーズ＝ブシェ フランス (FRA) | ティリル・エックホフ ノルウェー (NOR) | マルテ・オルスブ・ロイセラン ノルウェー (NOR) |

### 4×6kmリレー
- 3×7.5km — 1992
- 4×7.5km — 1994-2002
- 4×6km — 2006-2010

| 大会名                  | 金 | 銀 | 銅 |
| ----------------------- | --- | --- | --- |
| 1992 アルベールビル     | フランス (FRA) コリーヌ・ニオグレ ベロニク・クローデル アンヌ・ブリアン                                | ドイツ (GER) ウルスラ・ディスル アンティエ・ミゼルスキー ペトラ・シャーフ                                       | EUN (EUN) エレナ・ベロワ アンフィサ・レスツォワ エレナ・メルニコワ                                                       |
| 1994 リレハンメル       | ロシア (RUS) ナデジュダ・タラノワ ナタリア・スニチナ ルイザ・ノスコワ アンフィサ・レスツォワ           | ドイツ (GER) ウルスラ・ディスル アンティエ・ミゼルスキー シモーネ・グライナー＝ペター＝メム ペトラ・シャーフ    | フランス (FRA) コリーヌ・ニオグレ ベロニク・クローデル デルフィーヌ・ブルレー アンヌ・ブリアン                           |
| 1998 長野               | ドイツ (GER) ウルスラ・ディスル マルチナ・ツェルナー カトリン・アペル ペトラ・ベーレ                   | ロシア (RUS) オリガ・メルニク ガリナ・ククレワ アルビナ・アハトワ オリガ・ロマスコ                              | ノルウェー (NOR) アン＝エレン・シェルブレイ アネッテ・シクベラント グン・マルギット・アンドレアセン リブ・グレテ・ポワレ |
| 2002 ソルトレークシティ | ドイツ (GER) カトリン・アペル ウルスラ・ディスル アンドレア・ヘンケル カティ・ウィルヘルム             | ノルウェー (NOR) アン＝エレン・シェルブレイ Linda Tjørhom グン・マルギット・アンドレアセン リブ・グレテ・ポワレ | ロシア (RUS) オリガ・プイレワ ガリナ・ククレワ スベトラーナ・イシュムラトワ アルビナ・アハトワ                           |
| 2006 トリノ             | ロシア (RUS) アンナ・ボガリ スベトラーナ・イシュムラトワ オリガ・ザイツェワ アルビナ・アハトワ         | ドイツ (GER) マルティナ・グラゴウ アンドレア・ヘンケル カトリン・アペル カティ・ウィルヘルム                    | フランス (FRA) デルフィーヌ・ペレット フローランス・バベレル＝ロベール シルビー・ベカエール サンドリーヌ・ベリー         |
| 2010 バンクーバー       | ロシア (RUS) スベトラーナ・スレプツォワ アンナ・ボガリ オリガ・メドベドツェワ オリガ・ザイツェワ       | フランス (FRA) マリー＝ロール・ブルネ シルビー・ベカエール マリー・ドラン サンドリーヌ・ベリー                  | ドイツ (GER) カティ・ウィルヘルム シモーネ・ハウスワルト マルティナ・ベック アンドレア・ヘンケル                         |
| 2014 ソチ               | ウクライナ (UKR) ビタ・セレメンコ ユリア・ジマ ワーリ・セレメンコ オレーナ・ピドルシュナー             | 該当国なし | ノルウェー (NOR) ファニー・ホルン・ビルケラン ティリル・エクホフ アン・クリスティン・フラートラン トーラ・ベルゲル       |
| 2018 平昌               | ベラルーシ (BLR) ナデジダ・スカルディノ イリナ・クリューコ ディナラ・アリムベコワ ダリア・ドムラチェワ | スウェーデン (SWE) リン・パーション モナ・ブルーソン アンナ・マグヌソン ハンナ・エーベリ                        | フランス (FRA) アナイス・シュバリエ マリー・ドラン＝ナベール ジュスティーヌ・ブレザーズ アナイス・ベスコン               |
| 2022 北京               | スウェーデン (SWE) リン・ペーション モナ・ブロション ハンナ・エーベリ エルヴィラ・エーベリ             | ROC (ROC) イリーナ・カザケービッチ クリスチーナ・レスツォワ スベトラーナ・ミローノワ ウリヤナ・ニグマトゥリナ   | ドイツ (GER) バネッサ・フォークト バネッサ・ヒンツ フランツィスカ・プロイス デニーゼ・ヘルマン                           |

## 混合リレー
| 大会名    | 金 | 銀 | 銅 |
| --------- | --- | --- | --- |
| 2014 ソチ | ノルウェー (NOR) トーラ・ベルゲル ティリル・エクホフ オーレ・アイナル・ビョルンダーレン エミル・ヘグル・スベンセン | チェコ (CZE) ヴェロニカ・ヴィトコヴァー ガブリエラ・スーカロヴァ ヤロスラフ・ソウクプ オンドジェイ・モラーヴェツ | イタリア (ITA) ドロテア・ウィーラー カリン・オベルホファー ドミニク・ヴィンディシュ ルーカス・ホファー        |
| 2018 平昌 | フランス (FRA) マリー・ドラン＝ナベール アナイス・ベスコン シモン・デチュー マルタン・フールカデ                   | ノルウェー (NOR) マルテ・オルスブ ティリル・エクホフ ヨハンネス・ティングネス・ベー エミル・ヘグル・スベンセン   | イタリア (ITA) リザ・ビットッツィ ドロテア・ウィーラー ルーカス・ホファー ドミニク・ヴィンディシュ            |
| 2022 北京 | ノルウェー (NOR) マルテ・オルスブ・ロイセラン ティリル・エックホフ タリヤイ・ベー ヨハンネス・ティングネス・ベー   | フランス (FRA) アナイス・シュバリエ＝ブシェ ジュリア・シモン エミリアン・ジャクラン カンタン・フィヨン・マイエ   | ROC (ROC) ウリヤナ・ニグマトゥリナ クリスチーナ・レスツォワ アレクサンドル・ロギノフ エドゥアルト・ラティポフ |